# اچ‌ام‌اس دورستشایر (۱۶۹۴)
اچ‌ام‌اس دورستشایر (۱۶۹۴) (به انگلیسی: HMS Dorsetshire (1694)) یک کشتی بود که طول آن ۱۵۳ فوت ۴٫۵ اینچ (۴۶٫۷ متر) بود.